# Südkoreanische Badmintonmeisterschaft 1986
Die Südkoreanische Badmintonmeisterschaft 1986 fand im Dezember 1986 in Seoul statt. Es war die 29. Austragung der nationalen Titelkämpfe  im Badminton Südkoreas.

## Finalergebnisse
| Disziplin    | Sieger                       | Finalist                        | Ergebnis   |
| ------------ | ---------------------------- | ------------------------------- | ---------- |
| Herreneinzel | Park Joo-bong                | Park Sung-bae                   | 15-7, 15-3 |
| Dameneinzel  | Kim Yun-ja                   | keine Daten                     | 2-0        |
| Herrendoppel | Park Joo-bong Song Young-ho  | Son In-hong Yoon Eun-cheol      | 15-3, 15-1 |
| Damendoppel  | Hwang Sun-ai Lee Myeong-seon | Lee Myung-hee Seong Jeong-young | 15-8, 15-9 |
| Mixed        | Park Joo-bong Hong Ok-soon   | Young Hyung-ho Kim Mi-jeong     | 15-4, 15-5 |